# Synergus hayneanus
Synergus hayneanus é uma espécie de insetos himenópteros, mais especificamente de vespas pertencente à família Cynipidae.
A autoridade científica da espécie é Ratzeburg, tendo sido descrita no ano de 1833.
Trata-se de uma espécie presente no território português.